# Pietro Omodeo
Pietro Omodeo (* 27. September 1919 in Cefalù, Sizilien; † 20. Januar 2024 in Siena) war ein italienischer Biologe.

## Leben
Pietro Omodeo wuchs in Neapel auf, wo er 1936 das Abitur ablegte. Unmittelbar nach dem Studium der Naturwissenschaften an der Universität Pisa, das er im Juni 1940 abschloss, wurde er zum Kriegsdienst eingezogen, bei dem er in Nordafrika eingesetzt wurde und in Gefangenschaft geriet.
1946 erhielt Omodeo eine Assistentenstelle bei dem Zoologen Umberto Pierantoni in Neapel. 1949 wechselte er an die Universität Siena, wo er von 1959 bis 1966 als ordentlicher Professor für Zoologie tätig war. Danach war er bis 1984 Professor an der Universität Padua und schließlich bis 1989 an der Universität Tor Vergata in Rom.
Zu den Forschungsgebieten Omodeos gehörten Regenwürmer, die Zellkerne von Säugetieren, die Phylogenese, Wissenschaftsgeschichte und Theoretische Biologie. Auch im Alter von weit über 90 Jahren war er noch wissenschaftlich aktiv.
Omodeo lebte nach dem Eintritt in den Ruhestand wieder in Siena, wo er in den 1950er und 1960er Jahren auch kommunalpolitische Funktionen (u. a. Stadtrat) bekleidet hatte. Er starb am 20. Januar 2024 im Alter von 104 Jahren.

## Familie
Pietro Omodeo war ein Sohn des Historikers Adolfo Omodeo (1889–1946), der an der Universität Neapel Federico II lehrte und 1944 als Mitglied der Partito d’Azione kurzzeitig Unterrichtsminister im Zweiten Kabinett von Pietro Badoglio war, und der Übersetzerin und Autorin Eva Zona (1888–1973). Er war seit 1947 mit der Konzertpianistin Miriam Donadoni (1916–2003) verheiratet.
Ein Enkel von Pietro Omodeo ist der Wissenschaftshistoriker Pietro Daniel Omodeo (* 1979), der an der Universität Venedig lehrt.

## Veröffentlichungen (Auswahl)

### Bücher
- Lumbricidae and lumbriculidae of Greenland, Kopenhagen 1957
- Lezioni di biologia, Padua 1970
- Biologia, Torino 1977
- (mit Annamaria Dell’Antonio und Nila Saviolo): Corso introduttivo alla psicologia fisiologica, Padua 1978; 3. Aufl. Padua 1983
- Creazionismo ed evoluzionismo, 1984, ISBN 88-420-2452-X
- Evoluzione della cellula. Un approccio multidisciplinare, 2010, ISBN 978-88-467-2920-0 (formal falsche ISBN)
- Amerigo Vespucci. The historical context of his explorations and scientific contribution, 2020, ISBN 978-88-6969-403-5

### Artikel in Büchern und Zeitschriften
- La biologia nei secoli 17. e 18., in: Nuove questioni di storia moderna, Band 2, Mailand 1968, S. 895–935

### Als Herausgeber
- (als Hrsg.): On the evolution of arthropods and tetrapods. A symposium publ. by the Unione zool. ital., 1980